# 203-й окремий авіаційний полк літаків-заправників (РФ)
203-й окремий авіаційний полк літаків-заправників — полк літаків заправників, єдиний у складі Повітряно-космічних сил Росії; полк оснащений літаками Іл-78 та Іл-78М і базується на авіабазі Дягілєво в Рязані.

## Історія

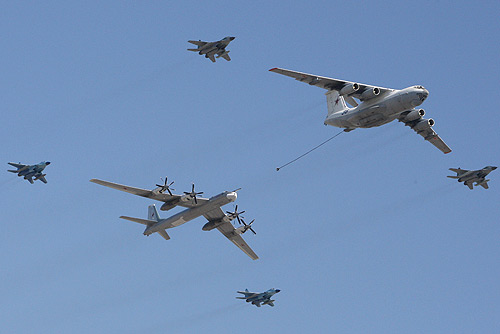
Імітація заправки літака Ту-95МС від Іл-78 на авіапараді

Один з найлегендарніших полків дальньої авіації був сформований у 1941, його літаки в ніч на 11 серпня 1941 бомбардували Берлін. В 1943 за участь в Орловській наступальній операції отримав почесне найменування «Орловський», в тому ж році отримав назву 25-й гвардійський.
В грудні 1945 25-й гвардійський Орловський авіаційний полк бомбардувальників далекої дії був перейменований у 203-й, зі збереженням всіх почесних найменувань.
З 1948 полк отримує бомбардувальники Ту-4, а з 1954 — Ту-16.
З 1951 до 1994 року авіаполк базувався на авіабазі Барановичі, тут встановлено пам'ятник на честь пілотів полку, яки проявили героїзм під час Другої світової війни, 11 з них отримали звання Герой Радянського Союзу. Майже 30 років полк використовував літаки Ту-22.
У 2000 полк перебазований в Дягілєво.
У 2009 полк був розформований, а у 2013 — відновлений.

## Склад
Станом на початок 2023 року в складі полку перебувало 12 літаків Іл-78М та 6 літаків Іл-78.